# U-Bahnhof Münchner Freiheit
Der U-Bahnhof Münchner Freiheit ist ein Bahnhof der Münchner U-Bahn im Stadtteil Schwabing. Er wurde am 19. Oktober 1971 eröffnet und von 2008 bis 2009 mit einem neuen Lichtkonzept von Ingo Maurer umgebaut.

## Beschreibung
Der Bahnhof liegt unter dem namensgebenden Platz Münchner Freiheit zwischen Leopoldstraße und Alt-Schwabing. Hier am nördlichen Ende der Stammstrecke 1 trennen sich die Linien U3 und U6 in ihrem weiteren Verlauf nach Norden. Deshalb besitzt die Anlage vier Gleise und zwei Mittelbahnsteige. Die Linie U3 verkehrt auf den beiden äußeren Gleisen, die U6 auf den inneren. Die Linienbänder sind in den entsprechenden Farben dargestellt.
Die Hintergleiswände des Bahnhofs bestehen aus limonengrünen Lamellen, die im Zickzack nach oben laufen. Die Säulen sind mit blauen Kacheln verkleidet und zusätzlich von oben blau beleuchtet. Die Decke selbst ist abgesehen von Aussparungen für die Leuchtstoffröhren komplett mit quadratischen Spiegeln bedeckt, der Boden ist mit spiegelnden Granitplatten ausgelegt. An den Tunneleingängen befindet sich ein Kunstwerk von Jürgen Reipka. Beide Bahnsteige sind vom Sperrengeschoss aus jeweils über Fahr- und Festtreppen in der Bahnsteigmitte sowie über jeweils einen Aufzug am Nordende erreichbar. Das Zwischengeschoss, in dem sich mehrere Ladengeschäfte befinden, besitzt einen ebenerdigen Zugang zur Oberfläche sowie einen direkten Zugang zu einem benachbarten Kaufhaus. An der Oberfläche darüber halten Busse und die Tramlinie 23 unter einer markanten, aus weißen und lindgrünen Elementen bestehenden Dachkonstruktion. Diese wird von 18 Säulen getragen und ist einer Tropfsteinhöhle nachempfunden.
Durch den Umbau, der im Rahmen des Baus der an der Münchner Freiheit endenden Tramlinie 23 vollzogen wurde, änderte sich das Aussehen des Bahnhofes gänzlich. So bestanden die Hintergleiswände zuvor aus grauen Faserzementplatten, die Beleuchtung der Säulen fehlte, der Boden war wie viele andere Münchner U-Bahnhöfe mit „Isarkiesel-Motiv“ ausgelegt und die Decke mit Aluminium-Lamellen verblendet, in denen die einzelnen Leuchten waren. Im Sperrengeschoss wurden die Verkehrsflächen großzügiger und übersichtlicher ausgebaut und um einige Ladengeschäfte erweitert. Von den alten Geschäften blieben nur die Apotheke und der Kiosk übrig, welcher an anderer Stelle im Sperrengeschoss neu eröffnet wurde. Auch das Dach an der Oberfläche wurde während des Umbaus errichtet und ersetzte ein Betondach.
Seit 2020 steht der U-Bahnhof Münchner Freiheit zusammen mit vier Stationen der Olympia-U-Bahn unter Denkmalschutz.
| Linie | Linienverlauf |
| ----- | --- |
| U3    | Moosach – (797 m) – Moosacher St.-Martins-Platz – (880 m) – Olympia-Einkaufszentrum – (1416 m) – Oberwiesenfeld – (1061 m) – Olympiazentrum – (944 m) – Petuelring – (832 m) – Scheidplatz – (793 m) – Bonner Platz – (1042 m) – Münchner Freiheit – (579 m) – Giselastraße – (744 m) – Universität – (788 m) – Odeonsplatz – (640 m) – Marienplatz – (884 m) – Sendlinger Tor – (843 m) – Goetheplatz – (677 m) – Poccistraße – (624 m) – Implerstraße – (849 m) – Brudermühlstraße – (1149 m) – Thalkirchen – (1129 m) – Obersendling – (785 m) – Aidenbachstraße – (782 m) – Machtlfinger Straße – (1195 m) – Forstenrieder Allee – (808 m) – Basler Straße – (936 m) – Fürstenried West |
| U6    | Garching-Forschungszentrum – (2560 m) – Garching – (1827 m) – Garching-Hochbrück – (4208 m) – Fröttmaning – (830 m) – Kieferngarten – (1431 m) – Freimann – (1087 m) – Studentenstadt – (660 m) – Alte Heide – (740 m) – Nordfriedhof – (813 m) – Dietlindenstraße – (712 m) – Münchner Freiheit – (579 m) – Giselastraße – (744 m) – Universität – (788 m) – Odeonsplatz – (640 m) – Marienplatz – (884 m) – Sendlinger Tor – (843 m) – Goetheplatz – (677 m) – Poccistraße – (624 m) – Implerstraße – (1236 m) – Harras – (837 m) – Partnachplatz – (760 m) – Westpark – (1084 m) – Holzapfelkreuth – (1050 m) – Haderner Stern – (1097 m) – Großhadern – (731 m) – Klinikum Großhadern   |

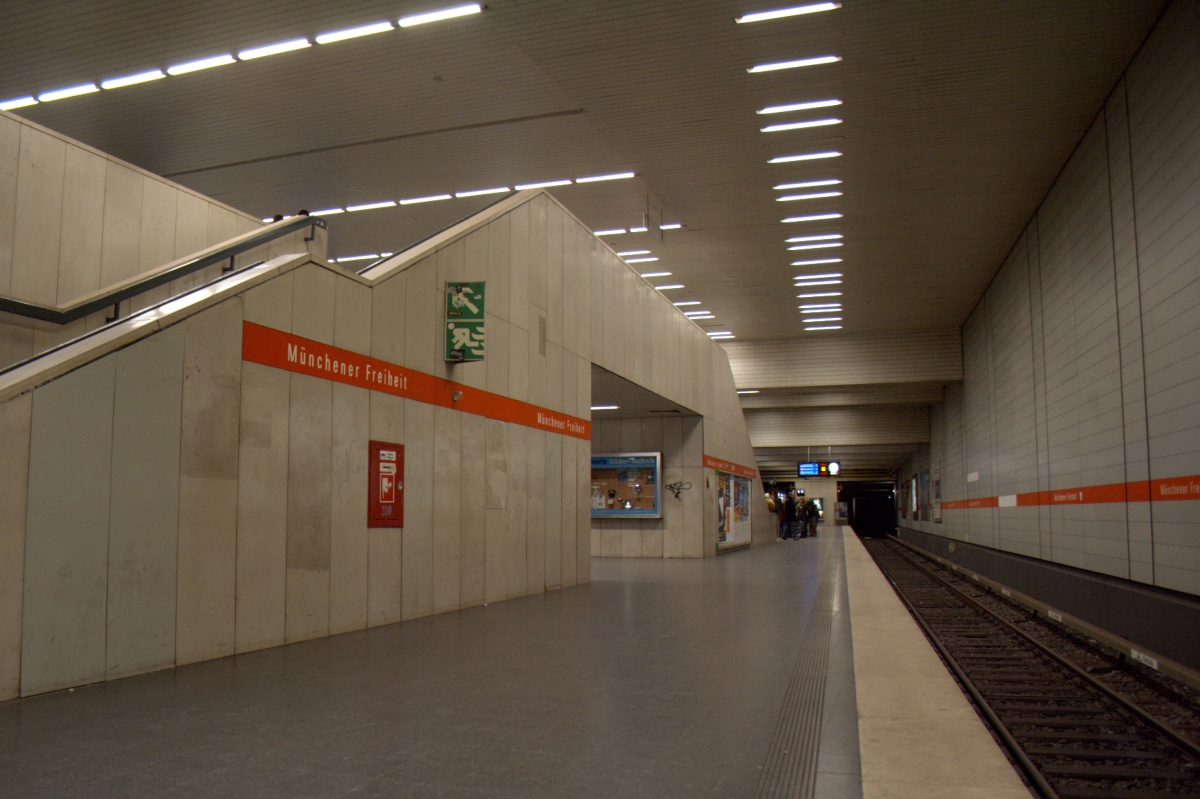
U-Bahnhof vor dem Umbau
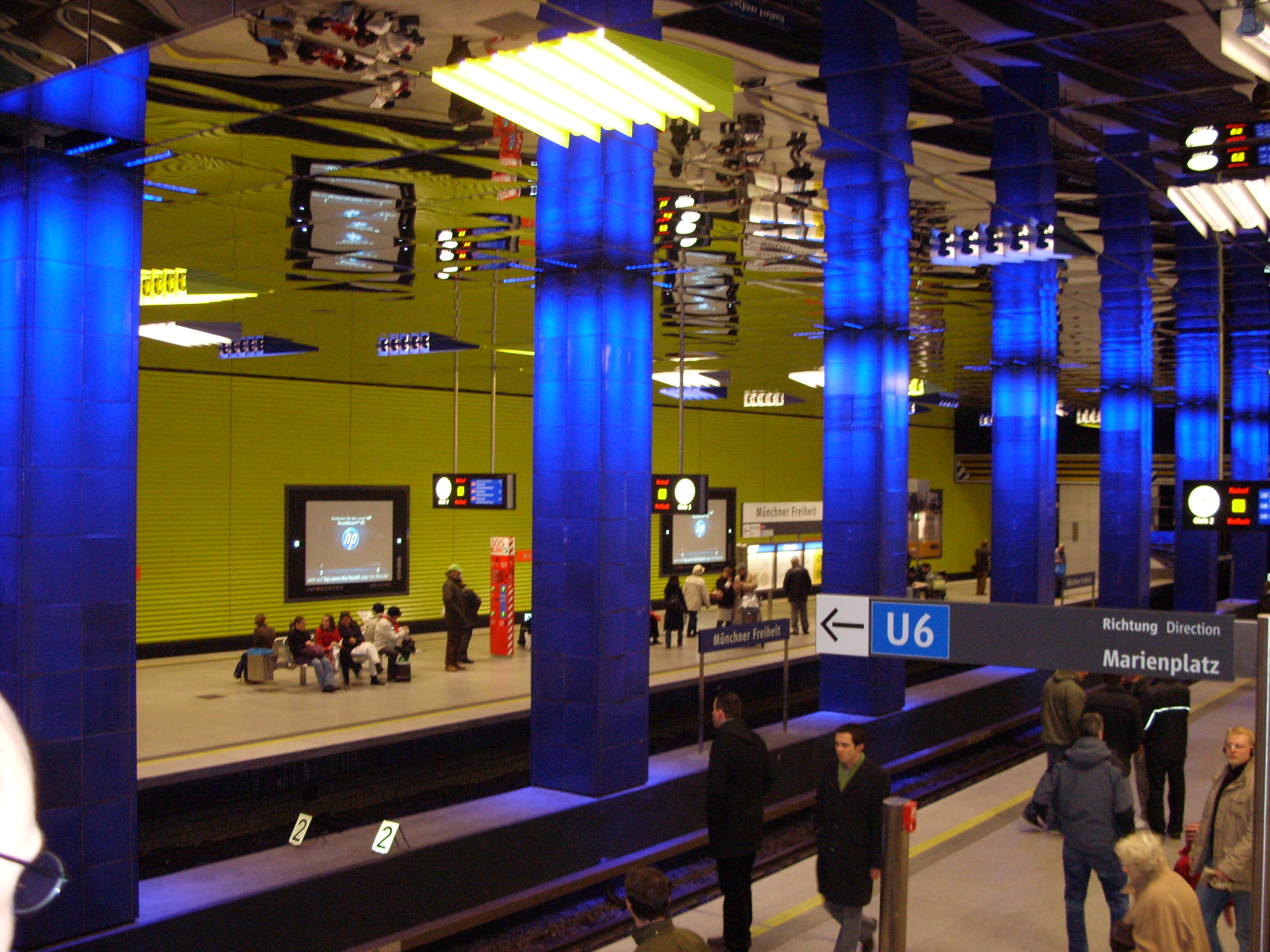
U-Bahnhof nach dem Umbau
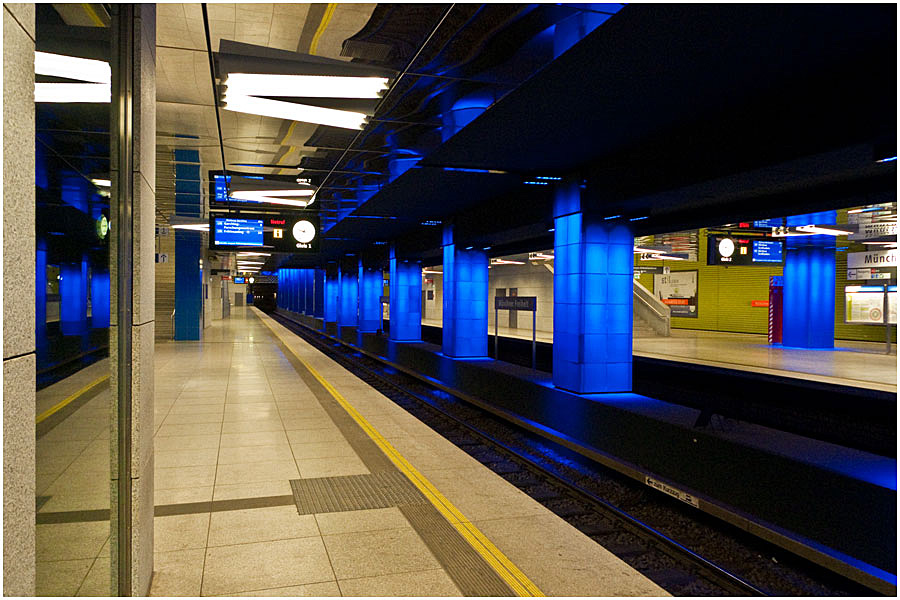
U-Bahnhof nach dem Umbau
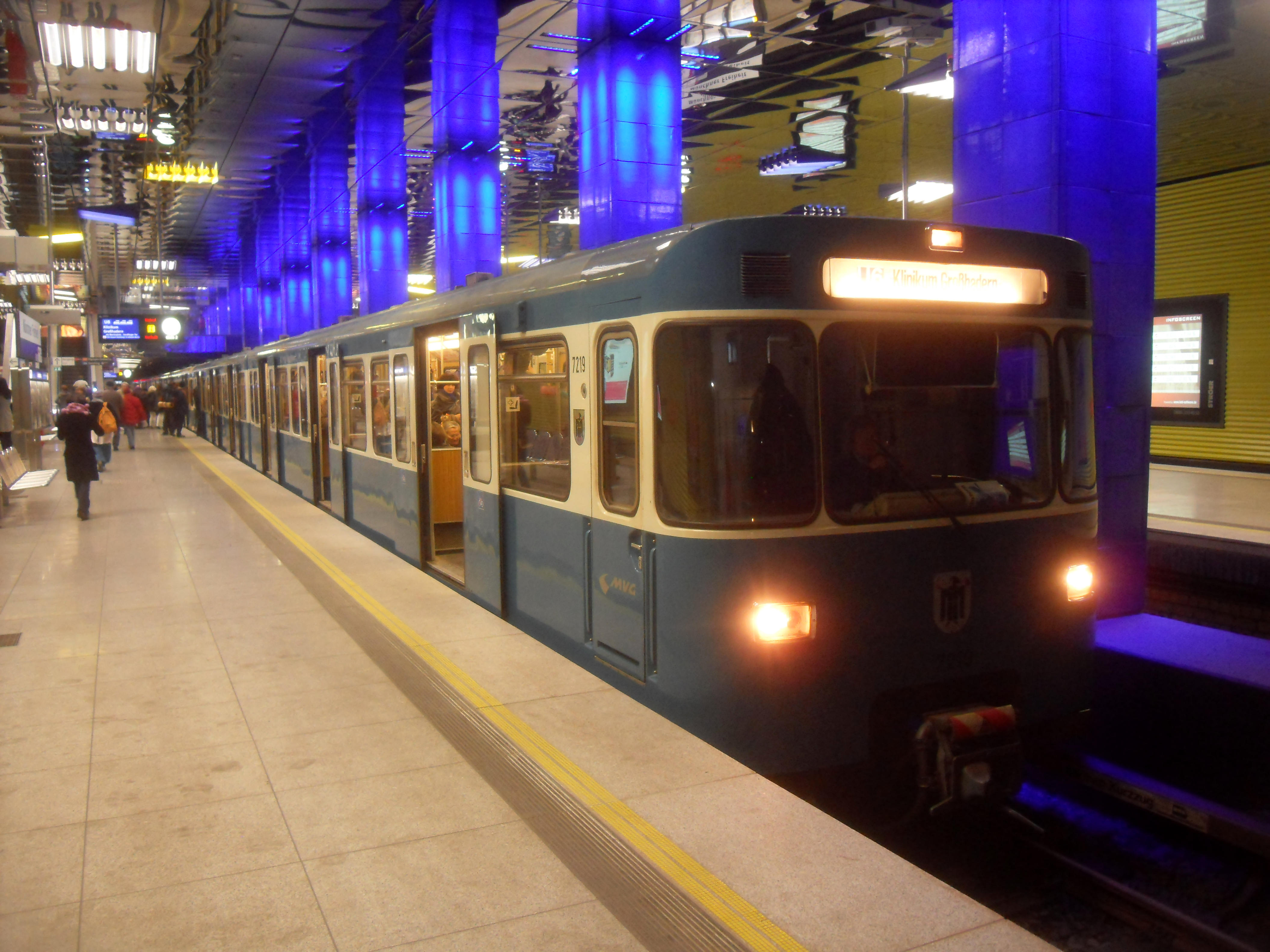
Wagen der Baureihe A (U6) in Fahrtrichtung Klinikum Großhadern
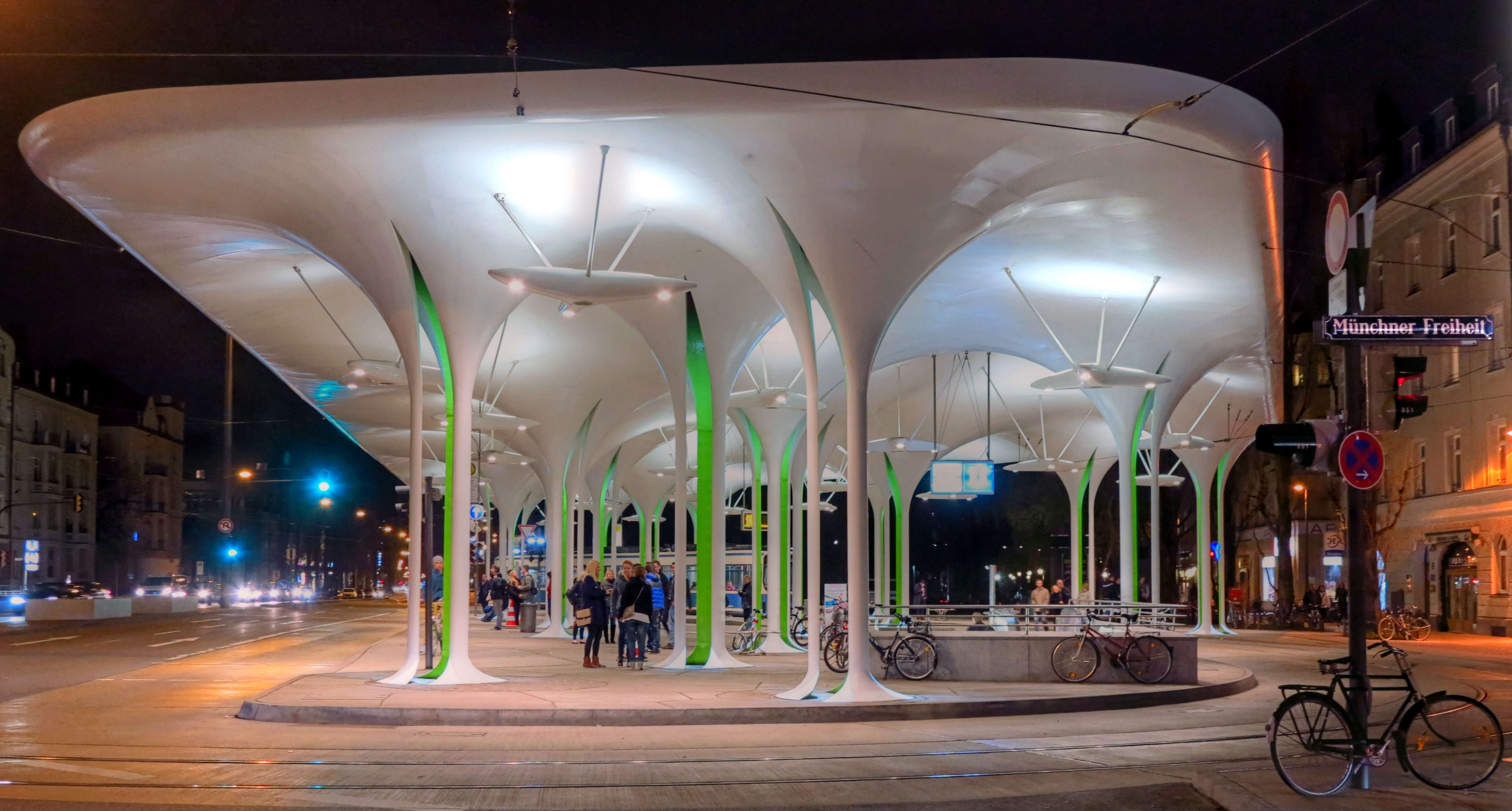
Tram- und Bushaltestelle Münchner Freiheit ⊙